# Kooraikundu
Kooraikundu è una suddivisione dell'India, classificata come town panchayat, di 19.706 abitanti, situata nel distretto di Virudhunagar, nello stato federato del Tamil Nadu. In base al numero di abitanti la città rientra nella classe IV (da 10.000 a 19.999 persone).

## Geografia fisica
La città è situata a 09° 34' 56 N e 77° 57' 42 E.

## Società

### Evoluzione demografica
Al censimento del 2001 la popolazione di Kooraikundu assommava a 19.706 persone, delle quali 9.874 maschi e 9.832 femmine. I bambini di età inferiore o uguale ai sei anni assommavano a 2.367, dei quali 1.184 maschi e 1.183 femmine. Infine, coloro che erano in grado di saper almeno leggere e scrivere erano 14.402, dei quali 7.728 maschi e 6.674 femmine.